# Louis Lapicque

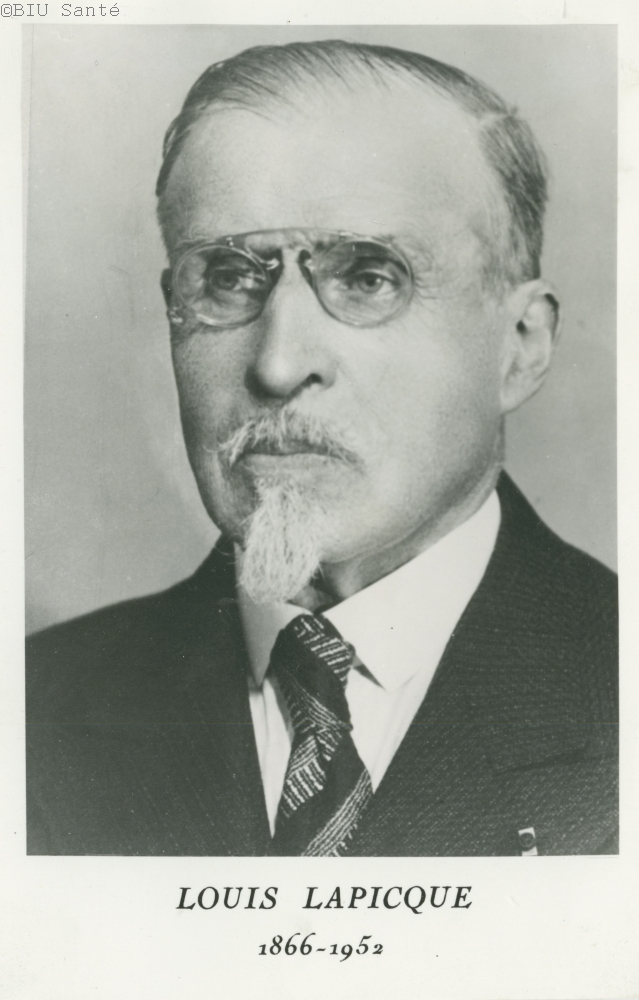
Luis Lapicque

Louis Édouard Lapicque (1 de agosto de 1866-6 de diciembre de 1952) fue un neurocientífico, activista socialista, antiboulangista, dreyfusard y masón francés muy influyente a principios del siglo XX. Una de sus principales contribuciones fue proponer el modelo de integración y disparo de la neurona en un artículo seminal publicado en 1907. Hoy en día, este modelo de la neurona sigue siendo uno de los más populares en neurociencia computacional, tanto para estudios celulares como de redes neuronales, así como en neurociencia matemática, debido a su simplicidad. Con motivo del centenario del artículo original de Lapicque de 1907, se publicó un artículo de revisión que también contiene una traducción al inglés del artículo original.
Su esposa, Marcelle Lapicque, también era neurofisióloga. Louis Lapicque "insistió en la importancia de su esposa como colaboradora igualitaria en todas sus investigaciones".

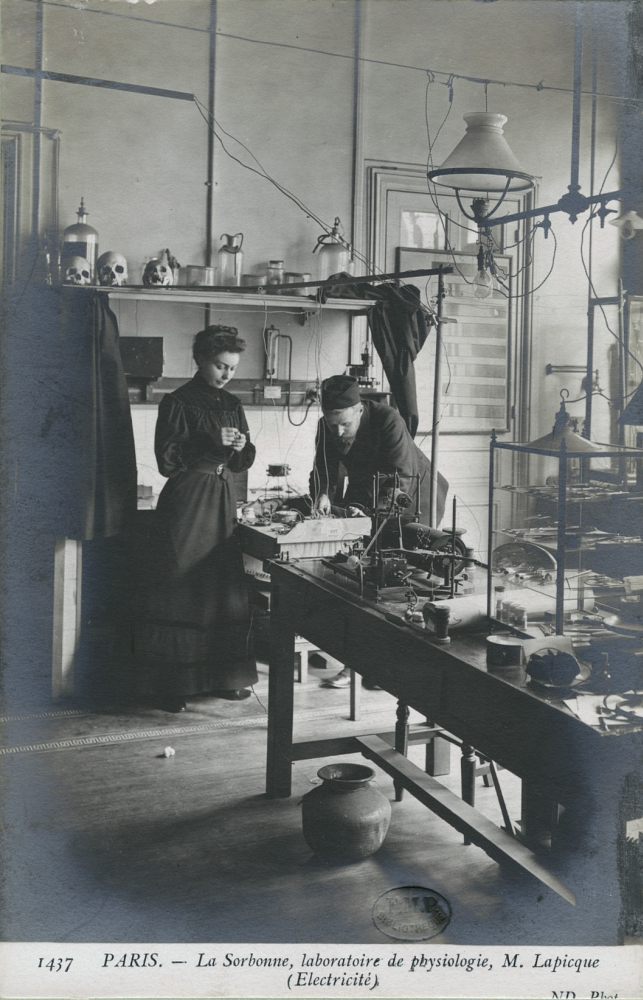
El laboratorio de Lapicque en la Sorbona

## Obras
- Aviso sobre títulos y obras científicas de Louis Lapicque (1908)
- Función de excitabilidad del tiempo, cronaxia, su significado y su medida (1926)
- Máquina nerviosa (1943)
- Isocronismo neuromuscular y excitabilidad ritmogénica (1947)
- Sobre los tiempos de reacción según razas y condiciones sociales (1901)
- Investigación cuantitativa sobre la excitación eléctrica nerviosa tratada como una polarización (1907)
- La conciencia como función celular (1952)